# Gioacchino Luigi Mellucci
Gioacchino Luigi Mellucci (Curti, 11 gennaio 1874 – Napoli, 30 aprile 1942) è stato un ingegnere italiano, tra i principali esponenti del liberty napoletano.

## Biografia
Nato da una nobile famiglia comitale, ramo dei Caracciolo, distintasi nelle lotte risorgimentali: il padre Pasquale fu sindaco e legale del Comune di Curti e la madre, Adele Gaudiosi, era figlia del nobile Pasquale, primo consigliere provinciale di Pomigliano d'Arco . Trascorse la sua infanzia nel seicentesco palazzo di famiglia a Napoli in via Stella n° 45, per poi trasferirsi agli inizi del 1924 nel quartiere Vomero, nel palazzo Mellucci a monte al Petraio da lui progettato. 
Si laureò alla Regia Scuola d'Applicazione di Napoli nel 1900 e iniziò l'attività edile. La sua prima opera si inquadra perfettamente con lo stile liberty in voga in quel periodo infatti tra il 1900 e il 1920 lo stile liberty raggiunse la massima diffusione nella città di Napoli.
Nel 1904 sposò Francesca Ridola, figlia dell'avvocato Alfonso Ridola.
La sua competenza dell'uso del calcestruzzo armato lo rese fin dai primi anni uno dei più importanti nomi del liberty napoletano e gli valse la collaborazione con numerosi ingegneri e architetti dell'epoca, tra i quali Pier Luigi Nervi, Giuseppe Mannajuolo, Gio Ponti, Germano Ricciardi, Tancredi Zeni, Pasquale Borrelli e Gaetano Costa.
In quegli anni, oltre a Roma, a Bologna e a Firenze, la sua opera si manifestò a Napoli soprattutto nel progetto e nella direzione dei lavori per il rifacimento del Palazzo Buono in via Toledo, futura sede de La Rinascente, e per la costruzione dell'Hotel Bertolini, delle Terme di Agnano, della Villa Frenna – Scognamiglio in via Domenico Cimarosa, del Palazzo Leonetti nel rione Amedeo e di vari palazzi situati in via dei Mille.
Nel 1920 divenne inoltre sindaco della Società Finanziaria Italiana di Napoli e della società conserviera Del Gaizo-Santarsiero & Co., costituita in seguito alla fusione tra le società Del Gaizo e Santarsiero.
Da questo periodo la sua opera entrò nella fase della maturità con la progettazione e direzione dei lavori del Teatro Augusteo (1926-1930) e della Funicolare Centrale (1928); i lavori furono svolti in collaborazione con la ditta Nervi e Nebbiosi.
L'ultimo lavoro, incompiuto per motivi di salute, fu il Teatro Umberto I, ubicato in via Marchese Campodisola, presso piazza Bovio.
Scomparve a Napoli nel 1942.
All'ingegnere sono state intitolate una via a Napoli e una a Curti.

## Opere

### Italia

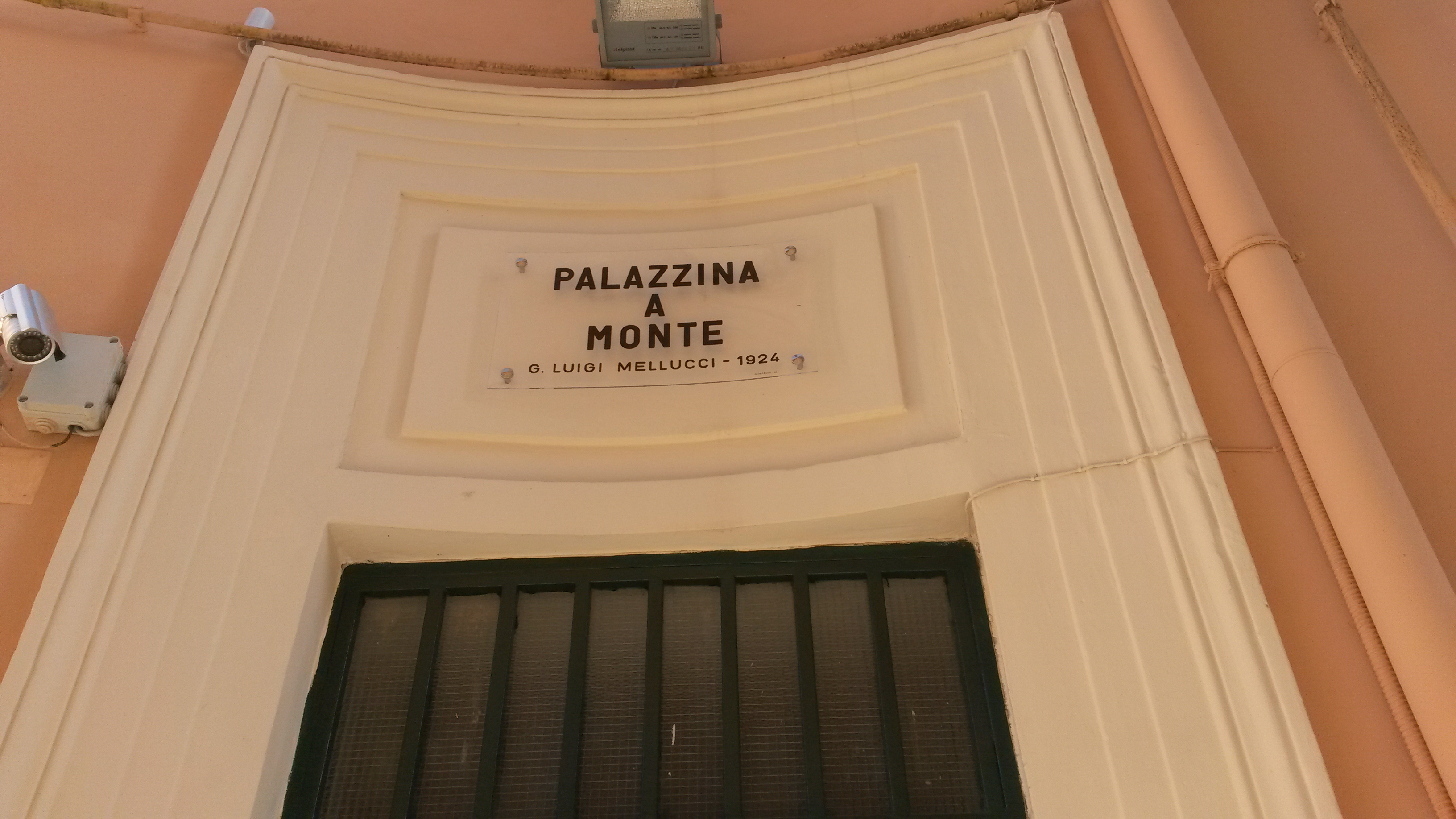
Palazzina Mellucci a monte al Petraio a Napoli

#### Bologna
- Mercato delle Erbe, con Arturo Carpi, 1910[27];

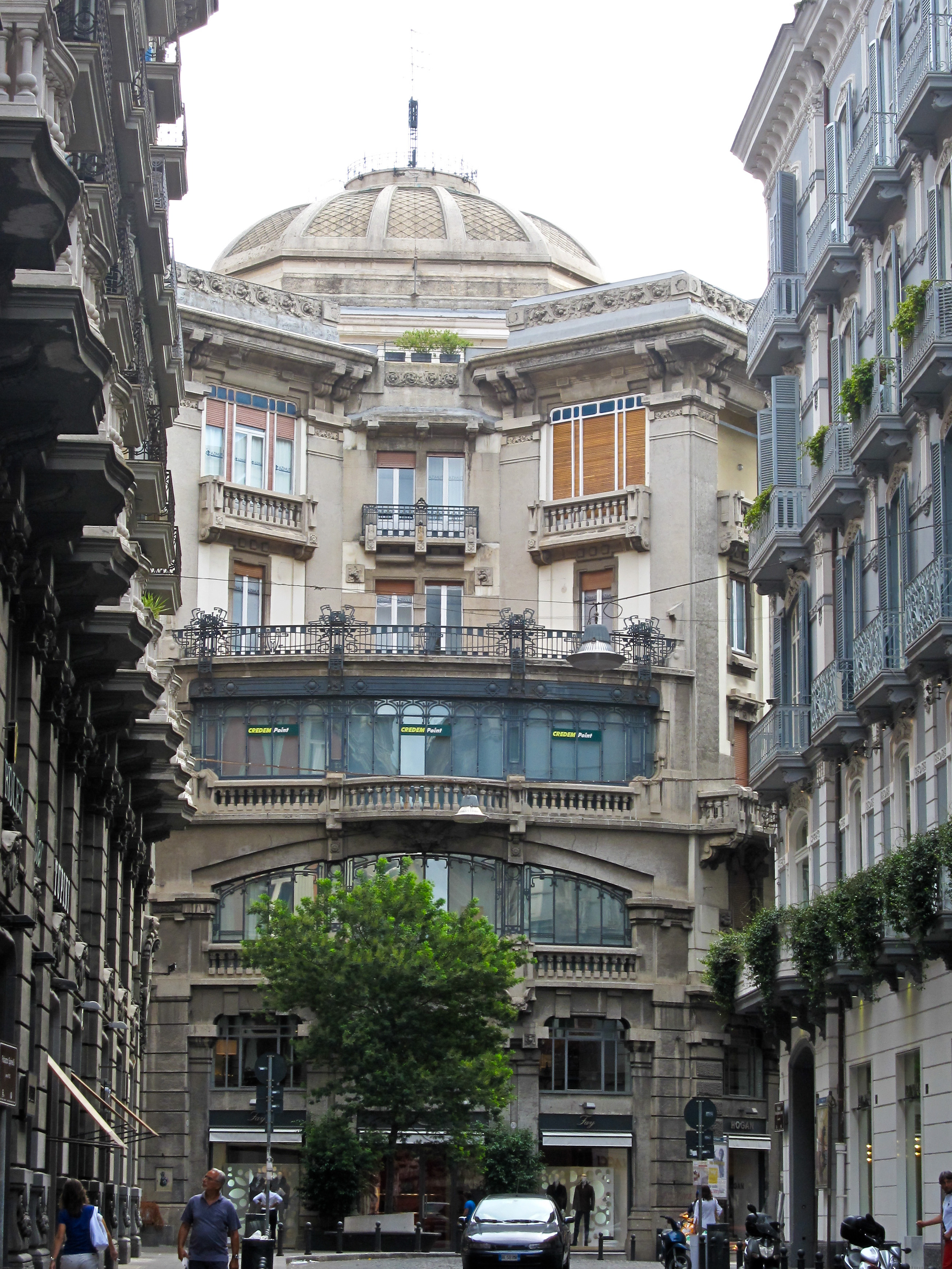
Palazzo Mannajuolo a Napoli

#### Firenze
- Stadio Artemio Franchi, con Pier Luigi Nervi, 1930[28][29];

#### Ischia
- Litoranea Casamicciola-Lacco Ameno, 1926[30].

#### Napoli

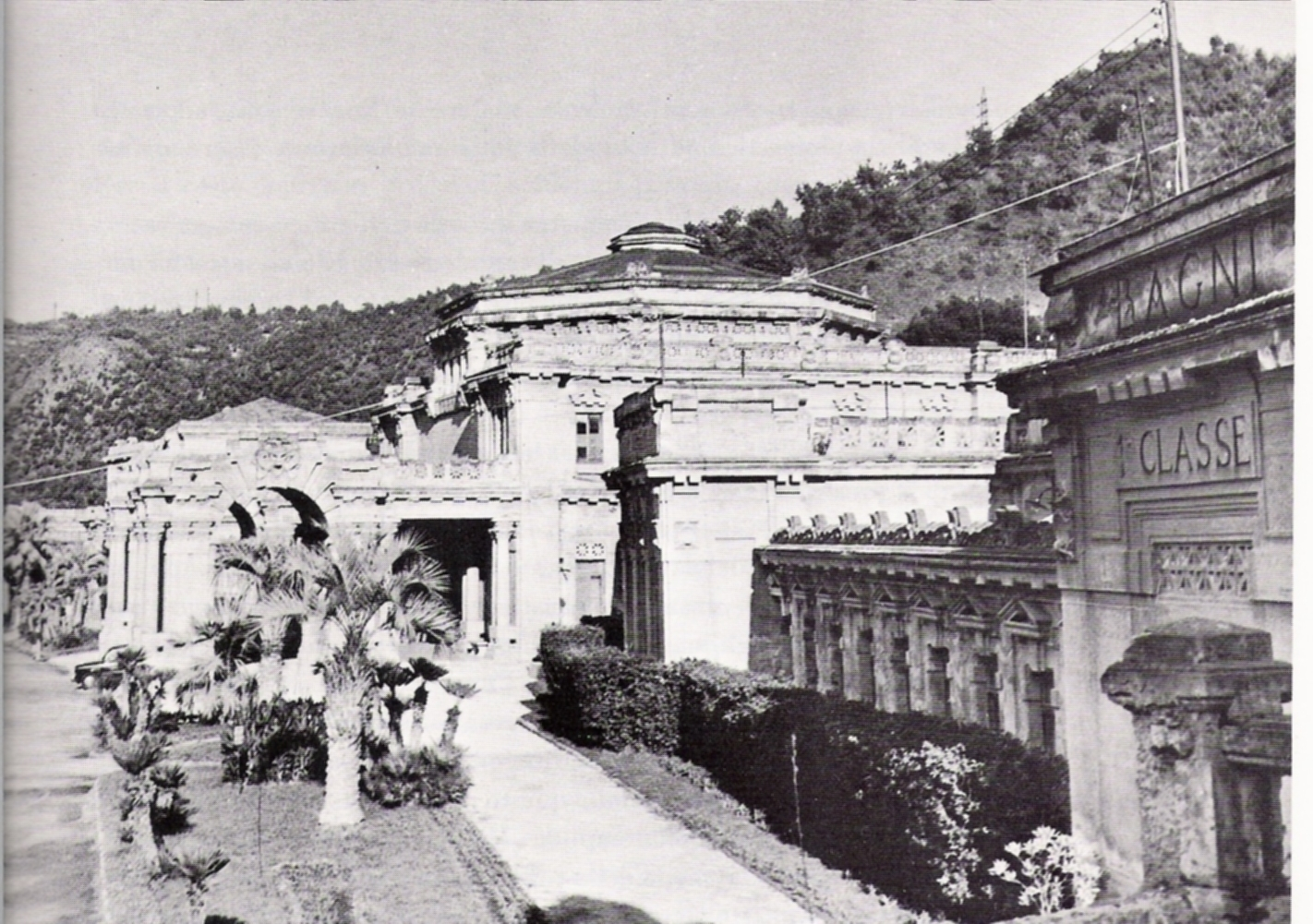
Terme di Agnano

- Grand Hotel Eden,[31] con Angelo Trevisan, 1899 -1901[32];
- Schiera di edifici al Rione Amedeo[33], con Giulio Ulisse Arata[34], primo '900;
- Circumvesuviana, linea Napoli-Pompei-Poggiomarino, 1901[35];
- Palazzo Mannajuolo, via Filangieri, con Giulio Ulisse Arata, 1907-1908[14];
- Palazzo Leonetti, via dei Mille, con Giulio Ulisse Arata, 1909[14];
- Terme di Agnano, 1910-1911[1][14], in parte demolite nel 1961;
- Schiera di edifici al corso Vittorio Emanuele[36], 1914-1918;
- Palazzo commerciale via Filangieri 53-59, con Giulio Ulisse Arata[37];
- Hotel Bertolini[14];
- Palazzo Buono (edificio della Rinascente), via Toledo, con Giulio Ulisse Arata, 1916-1917[14];
- Funicolare Centrale, 1926-1930[1][14][38][39];
- Palazzina Mellucci a monte, Petraio, 1924[40];
- Teatro Augusteo, con Pier Luigi Nervi, 1926-1930[1][14].

#### Palermo
- Partecipazione come studente a un'idea di progettazione degli edifici e degli spazi dell'Esposizione Nazionale del 1891, con Ernesto Basile[41].

#### Ravenna

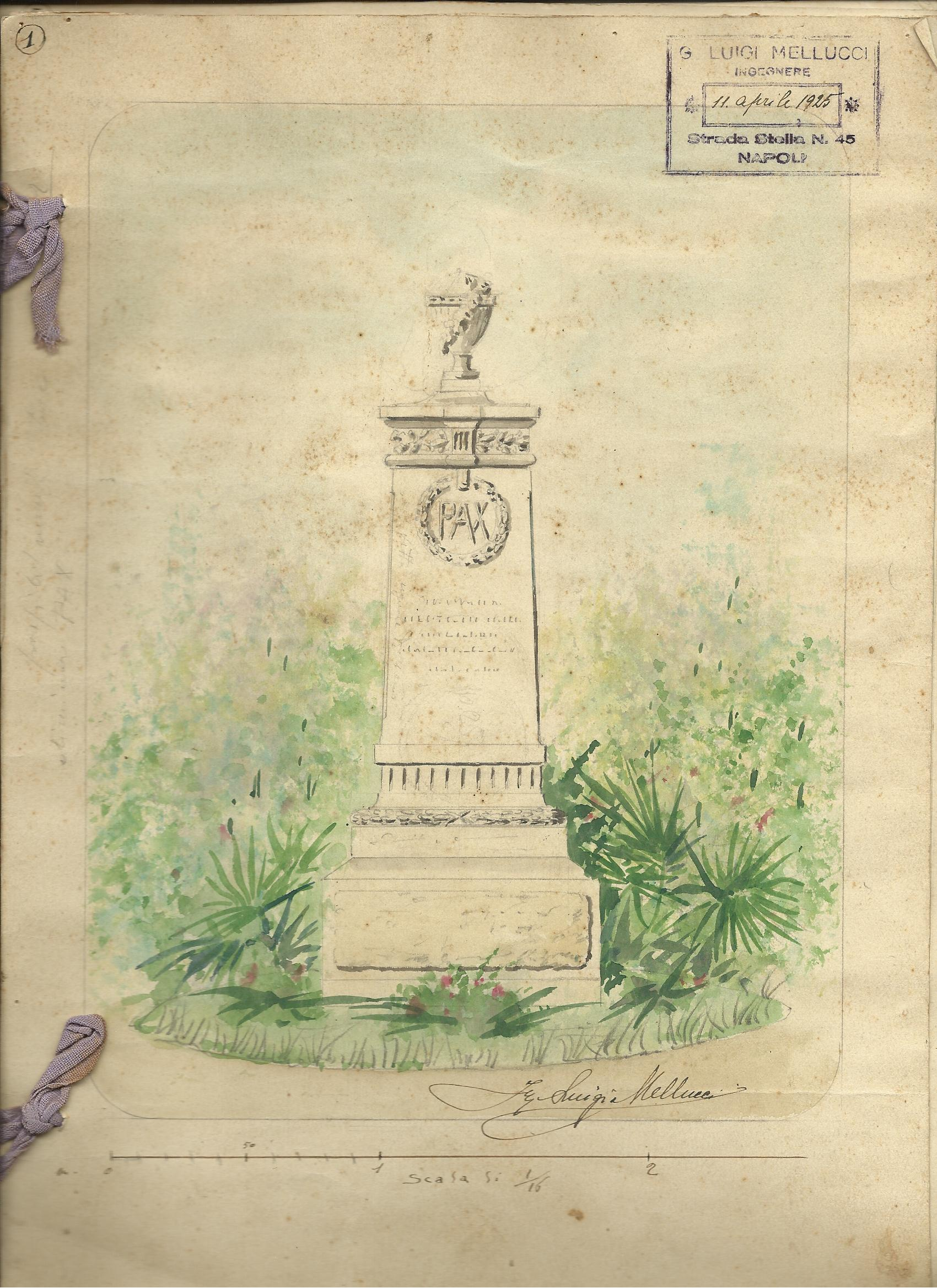
Progetto per l'area-tomba Dante Alighieri di Ravenna

- Palazzo della Provincia, con Giulio Ulisse Arata, 1928[42];
- Urbanizzazione area-tomba Dante Alighieri, con Giulio Ulisse Arata, anni '20.

#### Milano
- Rinascente[43] 1917[44]

#### Roma
- Edificio postale di Roma Nomentano, direzione dei lavori, 1933[45];
- Palazzo di Giustizia ("il Palazzaccio")[46], con Guglielmo Calderini, 1889-1911 con l'impresa Ricciardi, Borrelli, Mannajuolo[47].

#### Salerno
- Palazzo della Camera di Commercio, anni '20, con la Ditta Zeni-Muggia e l'ingegner Luigi Centola[48].

#### Venafro
- Palazzina Liberty nel lago[49].

### Germania
- Padiglione del Werkbund per l'Esposizione di Colonia; progetto con Walter Gropius e Adolf Meyer, 1914[50].